# Mariah Carey: DVD Collection
Mariah Carey: DVD Collection – specjalna 2-dyskowa składanka Mariah Carey wydana w czwartym kwartale 2008 roku.

## Zawartość
Pierwsza płyta zawiera występ Carey na Madison Square Garden, który odbył się 10 października 1995. Trwa on 56 minut. Nagranie jest trochę skrócone- nie zawiera outro, które było zawarte na pierwszym wydaniu, które trwa 59 minut.
Druga płyta, która trwa 60 minut, zawiera skróconą (oryginalnie trwa 75 minut) wersję #1's, składankę z 14 teledyskami do singli, które znalazły się na 1, miejscu listy Billboard Hot 100 i zostały wydane przez stara wytwórnię Carey, Columbia Records. Na płycie nie ma wstępu do każdego teledysku (czegoś jak zapowiedź) oraz brakuje piętnastego hitu "Thank God I Found You".  

## Lista utworów

### Disc 1
1. "Fantasy"
2. "Make It Happen"
3. "Open Arms"
4. "Dreamlover"
5. "Without You"
6. "One Sweet Day" (with Boyz II Men)
7. "I’ll Be There" (with Wanya Morris)
8. "Hero"
9. "Always Be My Baby"
10. "Forever"
11. "Vision of Love"
12. "One Sweet Day" (Bonus Music Video)
13. "Anytime You Need a Friend (Dance Version)" (Bonus Music Video)

### Disc 2
1. Programme Start
2. "Heartbreaker"
3. "My All"
4. "Honey"
5. "Always Be My Baby"
6. "One Sweet Day"
7. "Fantasy" (with ODB)
8. "Hero"
9. "Dreamlover"
10. "I’ll Be There" (featuring Trey Lorenz)
11. "Emotions"
12. "I Don’t Wanna Cry"
13. "Someday"
14. "Love Takes Time"
15. "Vision of Love"
16. End Credits
17. Bonus Track: "Heartbreaker (Remix)" (featuring Da Brat and Missy Elliott)